# Francesco Gaetano Traversa
Francesco Gaetano Traversa (Bitonto, 30 luglio 1787 – Gaeta, 5 febbraio 1861) è stato un generale italiano dell'esercito delle Due Sicilie.

## Biografia
Nacque, terzo di sei maschi, da Giovanni Battista Traversa e Cherubina Damiani, di facoltosa famiglia nobile residente in Ragusa, ora in Croazia. Nel 1804 entrò nella Real Accademia Militare della Nunziatella di Napoli, da dove uscì il 4 aprile 1808 con il grado di secondo tenente del corpo del Genio. Dal 1808 al 1810 fu impiegato come ufficiale di dettaglio, prima alla sottodirezione di Napoli e poi delle "piazze eventuali" di Palermo, Lagonegro, San Lorenzo, Padula e Palinuro.
Nel 1810 e 1811 prese inoltre parte alla campagna di Calabria nel contingente francese comandato dal generale Paul Grenier. Promosso il 24 ottobre 1811 primo tenente, fu assegnato come capo piazza alla guarnigione di Capri e a quella di Ponza, contribuendo ad ammodernare le difese delle due isole.
Ciò non valse ad impedire che la flotta inglese nel 1812 si impadronisse di Ponza, traducendo tutti gli ufficiali addetti alla piazza, tranne il Traversa, nelle carceri dell'isola di Malta. Scambiato con altri prigionieri, nel 1814 rientrò a Napoli, dove fu promosso capitano in seconda classe e destinato a capo circondario della direzione di Napoli e successivamente alla direzione dei movimenti.
Nel 1815 fu assegnato alle truppe attive, prendendo parte alla guerra austro-napoletana che segnò la fine del regno di Gioacchino Murat. Dopo la restaurazione di Ferdinando IV, fu da questi confermato il 6 ottobre 1816 nel grado di capitano in seconda classe e assegnato alla direzione generale del Genio, per la quale ricoprì gli incarichi di capo circondario, di sottodirettore del genio, di membro dell'amministrazione dell'orfanotrofio militare e della commissione di casermaggio austriaco, infine preposto alla misurazione e stima dei lavori del votivo tempio di San Francesco di Paola eretto di rincontro alla Reggia: incarico, quest'ultimo, che mantenne anche dopo la promozione a capitano in primo, avvenuta il 1º luglio 1827. Nel 1830 fu nominato direttore del Genio a Pescara.
Promosso il 30 maggio 1831 maggiore, comandò le direzioni locali del Genio di Monteleone, Barletta, Siracusa, Reggio Calabria e Gaeta, dove conseguì, il 24 settembre 1841, la promozione a tenente colonnello e la nomina a sottoispettore dell'arma del Genio, che ricoprì per un decennio, acquistando autorevolezza indiscussa in tutto l'esercito.
Nominato colonnello il 15 giugno 1849 e brigadiere generale il 21 novembre 1851, il successivo 5 gennaio venne destinato quale ispettore al Real Istituto Topografico. Il 21 settembre 1851 venne nominato ispettore dei corpi facoltativi, il 13 marzo 1854 ispettore del materiale Citra-Faro e quindi giudice dell'Alta Corte Militare. Promosso maresciallo di campo il 19 aprile 1860, venne nel luglio dello stesso anno destinato come comandante in secondo alla piazza di Gaeta, ormai in stato di guerra.
Quando l'esercito borbonico si ritirò dietro il Volturno, al generale Traversa fu affidata la direzione generale del Genio, che sotto la sua guida fece prodigi, nonostante l'organico ridottissimo per le assenze e le diserzioni di molti ufficiali, fra cui, la più dolorosa, quella del figlio Luigi.
Coinvolto nell'estrema difesa del Regno delle Due Sicilie nell'ambito dell'assedio di Gaeta, fu promosso sul campo tenente generale nel 1861 e morì nell'esplosione della batteria a Sant'Antonio, che uccise anche Paolo di Sangro: tale evento fu provocato dal bombardamento effettuato dall'esercito sabaudo.